# Micaela Ghițescu
Micaela-Alexandra Ghiţescu (Bucareste, 18 de julho de 1931 - 13 de maio de 2019) foi uma tradutora romena .
Filha do cirurgião Constantin Ghiţescu e Maria-Eliza (n.  Papacostea ), graduada em letras pelos liceus "Carmen Sylva" e "Gheorghe Lazăr" (1937-1949) e pela Faculdade de Filologia, secção de língua e literatura francesa (1949-1952, 1955-1957).
Entre 1952 e 1955, ela foi presa por relações com a França .
Ele traduziu especialmente em língua portuguesa. Também é autora de dicionários espanhóis e portugueses .
Desde 2003 é editora-chefe da revista Memoria - a revista do pensamento preso.
Devido ao trabalho na promoção da cultura portuguesa em 2015, o presidente de Portugal, Aníbal Cavaco Silva concedeu-lhe a Ordem do Infante Dom Henrique com o grau de Grande Oficial.

## Obras
- 1964 : Pequena Gramática Portuguesa (Bucareste);
- 1976 : Dicionário Espanhol-Romeno (Bucareste);
- 1976 : Dicionário Romeno - Espanhol (Bucareste);
- 1980 : Dicionário de provérbios hispano-portugueses-romenos;
- 2012 : Entre memória e esquecimento , memórias do período passado como prisioneira política, Humanitas

### Traduções
- 1968: Eça de Queirós, Crima parintelui Amaro;
- 1970: Fernando Namora, Casa vagabonzilor, Minele din San Francisco;
- 1972: Eça de Queirós, Relicva.